# Nationaal park Rodna
Het Nationaal park Rodna (Roemeens: Parcul Național Munții Rodnei) is een nationaal park in het Rodnagebergte in het noorden van Roemenië. Het omvat onder meer het 3300 ha grote biosfeerreservaat Pietrosul Rodnei, dat sinds 1979 op de Unesco-lijst staat en waar zich verschillende gletsjermeren bevinden.
In het park liggen verschillende grotten, waaronder de diepste van Roemenië, de Peștera Izvorul Tăușoarelor (479 m), en de Jgheabul lui Zalion, die tot dezelfde karstformatie behoort.
Grote zoogdieren die in het nationaal park voorkomen zijn de wolf, de bruine beer, de lynx, de karpatengems en het edelhert. Karakteristieke vogelsoorten zijn steenarend, auerhoen en korhoen.